# Žan Perko
Žan Perko, slovenski gledališki in filmski igralec, * 1992, Ljubljana
Igra Mirana Štamcerja v Reki Ljubezni.
Leta 2016 je diplomiral na Akademiji za gledališče, radio, film in televizijo v Ljubljani. Njegova prva velika vloga je bila v mladinskem filmu Distorzija, kjer je igral glavni lik.

### Zasebno
Je sin igralke Vesne Jevnikar.

## Filmografija
- Distorzija (2009)
- Reka ljubezni

## Sklic
- Profil na BSF
- Žan Perko na spletni filmski podatkovni zbirki IMDb